# Ausencia del bien
La ausencia del bien (en latín: privatio boni), también conocida como teoría de la privación del mal,  es una doctrina teológica y filosófica que sostiene que el mal, a diferencia del bien, es insustancial, por lo que pensar en él como una entidad es engañoso. En cambio, el mal es más bien la ausencia o falta ("privación") del bien.    Esto también significa que todo lo que existe es bueno, en la medida en que existe;   y también se afirma a veces que el mal debe ser considerado como nada,  o como algo inexistente.  
A menudo se asocia con una versión del problema del mal: si se admitiera que algunas cosas en el mundo son malas, esto podría interpretarse como un mal reflejo del creador del mundo, de quien sería entonces difícil admitir que es completamente bueno.    Se discute el mérito de la doctrina como respuesta a esta versión del problema del mal.  

## Historia

### Filosofía griega y helenística antigua
A veces se dice que la doctrina tiene sus raíces en Platón.  Aunque Platón nunca la enunció directamente, fue desarrollada, basándose en sus observaciones sobre el mal, por el filósofo neoplatónico Plotino,  principalmente en el octavo tratado de su primera Enéada.   La opinión académica es que la doctrina del mal de Plotino es monista y no dualista. Plotino no cree que exista ningún otro «principio en el universo independiente y antitético al Bien o al Uno. El mal es meramente la consecuencia incidental de que exista un universo». La siguiente cita de ese tratado, en el que se describe al mal como no ser, ilustra esto:
Como estos son seres reales, y como el primer Principio es superior a ellos, el mal no podría existir en tales seres, y menos aún en Aquel que es superior a ellos; pues todas estas cosas son buenas. El mal, entonces, debe estar situado en el no ser y debe, por así decirlo, ser su forma, refiriéndose a las cosas que se mezclan con él o tienen alguna comunidad con él. Este «no-ser», sin embargo, no es el no-ser absoluto. Su diferencia con el ser se asemeja a la diferencia entre el ser y el movimiento o el reposo; pero sólo como su imagen, o como algo todavía más distante de la realidad. Dentro de este no-ser están comprendidos todos los objetos de los sentidos y todas sus modificaciones pasivas; o bien el mal puede ser algo aún más inferior, como su accidente o principio, o una de las cosas que contribuyen a su constitución. Para obtener alguna concepción del mal, se lo puede representar por el contraste entre medida e inconmensurabilidad; entre indeterminación y su objetivo; entre falta de forma y el principio creador de la forma; entre falta y autosuficiencia; como lo perpetuo ilimitado y cambiante; como pasividad, insaciabilidad y pobreza absoluta. Ésos no son meros accidentes del mal, sino su esencia misma; todo eso puede descubrirse cuando se examina cualquier parte del mal. Los demás objetos, cuando participan del mal y se le asemejan, se vuelven malos sin ser, sin embargo, el Mal absoluto. 

### Pensamiento cristiano antiguo y medieval
El neoplatonismo influyó en Agustín de Hipona,  con quien la doctrina está más asociada. Agustín presentó un argumento a favor de la teoría en el capítulo 12 (párrafo 18) del libro 7 de sus Confesiones :
Y se me hizo claro que son buenas aquellas cosas que, sin embargo, están corrompidas, las cuales, ni eran supremamente buenas, ni a menos que fueran buenas, podían corromperse; porque si eran supremamente buenas, eran incorruptibles, y si no eran buenas en absoluto, no había nada en ellas que pudiera corromperse. Porque la corrupción daña, pero, por más que pueda disminuir el bien, no podría dañar. O bien, la corrupción no hace daño, lo cual no puede ser; o bien, lo que es más cierto, todo lo que se corrompe está privado de bien. Pero si se les priva de todo bien, dejarán de existir. Porque si son, y de ninguna manera pueden corromperse, serán mejores, porque permanecerán incorruptibles. ¿Y qué hay más monstruoso que afirmar que las cosas que han perdido toda su bondad se han vuelto mejores? Por lo tanto, si se les priva de todo bien, ya no existirán. Así pues, mientras son como son, son buenos; por lo tanto, todo lo que es, es bueno. Así pues, aquel mal que busqué donde estaba no es ninguna sustancia; porque si fuese sustancia, sería bien. Porque o bien sería una sustancia incorruptible, y por tanto un bien supremo, o bien una sustancia corruptible, que a menos que fuese buena no podría corromperse. Percibí, pues, y me fue manifestado claramente, que Tú hiciste todas las cosas buenas, y no hay sustancia alguna que no haya sido hecha por Ti; y porque no todo lo que Tú has hecho es igual, por eso todas las cosas lo son; porque individualmente son buenas, y en conjunto muy buenas, porque nuestro Dios hizo todas las cosas muy buenas. 
En su Enchiridion, Agustín explicó la doctrina de manera diferente, analizando diversos ejemplos de males:

¿Qué es, en efecto, lo que llamamos mal, sino la ausencia del bien? En los cuerpos de los animales, la enfermedad y las heridas no significan otra cosa que la ausencia de salud; pues, cuando se efectúa una curación, eso no significa que los males que estaban presentes, es decir, las enfermedades y las heridas, desaparezcan del cuerpo y se instalen en otra parte, sino que dejan de existir por completo; pues la herida o la enfermedad no es una sustancia, sino un defecto de la sustancia carnal, siendo la carne misma una sustancia y, por tanto, algo bueno, de la que son accidentes aquellos males, es decir, las privaciones del bien que llamamos salud. Del mismo modo, los llamados vicios del alma no son otra cosa que privaciones del bien natural. Y cuando se curan, no se trasladan a otra parte: cuando dejan de existir en el alma sana, no pueden existir en ninguna otra parte.

 Agustín también mencionó la doctrina de pasada en su Ciudad de Dios, donde escribió que "el mal no tiene naturaleza positiva; pero la pérdida del bien ha recibido el nombre de 'mal'". 
Por influencia de Agustín, esta doctrina influyó en gran parte del pensamiento católico sobre el tema del mal. Por ejemplo, Boecio demostró célebremente, en el Libro III de su Consolación de la filosofía, que «el mal no es nada».  El teólogo Pseudo Dionisio Areopagita también afirma que todo ser es bueno, en el capítulo 4 de su obra Los nombres divinos.  Juan Damasceno escribió en su Exposición exacta de la fe ortodoxa (libro 2, capítulo 4) que «el mal no es otra cosa que la ausencia de bondad, así como la oscuridad también es ausencia de luz. Pues la bondad es la luz de la mente, y, de manera similar, el mal es la oscuridad de la mente».   Tomás de Aquino concluyó, en el artículo 1 de la pregunta 5 de la Primera Parte de su Summa Theologiae, que «la bondad y el ser son realmente lo mismo, y difieren sólo en la idea». 

### Filosofía y poesía de la primera época moderna
También estuvo de acuerdo con la doctrina el filósofo Baruch Spinoza, cuando dijo: «Por realidad y perfección entiendo la misma cosa» ( Ética, parte II, definición VI).   Aclaró esta definición en el prefacio de la parte IV de la misma obra:
La perfección y la imperfección, pues, son en realidad meros modos de pensar o nociones que nos formamos a partir de una comparación entre individuos de la misma especie; por eso dije más arriba (II. Def. vi.) que por realidad y perfección entiendo la misma cosa. En efecto, solemos referir todas las cosas individuales de la naturaleza a un género, que se llama el género más alto, es decir, a la categoría del Ser, a la que pertenecen absolutamente todos los individuos de la naturaleza. Así, pues, en la medida en que referimos los individuos de la naturaleza a esta categoría, y comparándolos entre sí, encontramos que algunos poseen más ser o realidad que otros, decimos, en esta medida, que algunos son más perfectos que otros. [...] En cuanto a los términos bueno y malo, no indican ninguna cualidad positiva en las cosas consideradas en sí mismas, sino que son simplemente modos de pensar o nociones que formamos a partir de la comparación de las cosas entre sí. Así pues, una misma cosa puede ser al mismo tiempo buena, mala e indiferente. Por ejemplo, la música es buena para quien está melancólico, mala para quien está de luto; para quien es sordo, no es ni buena ni mala. Sin embargo, aunque esto sea así, los términos deberían mantenerse. En efecto, puesto que deseamos formarnos una idea del hombre como un tipo de naturaleza humana que podamos tener en cuenta, nos será útil retener los términos en cuestión, en el sentido que he indicado. 
Leibniz también se adhirió a esta doctrina y la empleó como parte de su argumento teodiceico de que el mundo actual es el mejor de todos los mundos posibles.  John Milton, según el prefacio de C. S. Lewis a El Paraíso perdido, también creía en la teoría;  La introducción de John Leonard al mismo poema también utiliza la teoría para interpretar uno de sus pasajes.  Tanto Lewis como Leonard citan a Agustín como fuente de sus reflexiones.  

### Religión moderna tardía
La doctrina también es sostenida por el bahaísmo. 'Abdu'l-Bahá le dijo a una mujer bahá'í francesa:

…es posible que una cosa en relación con otra sea mala, y al mismo tiempo, dentro de los límites de su propia existencia, no sea mala. Entonces queda demostrado que no existe el mal; todo lo que Dios creó lo creó bueno. Este mal es la nada; por lo tanto, la muerte es la ausencia de vida. Cuando el hombre ya no recibe vida, muere. La oscuridad es la ausencia de luz: cuando no hay luz, hay oscuridad. La luz es algo existente, pero la oscuridad es inexistente. La riqueza es algo existente, pero la pobreza es inexistente.

C. S. Lewis respaldó la teoría en Dios en el banquillo, donde dice que una «teoría sólida del valor» requiere «que el bien pueda existir por sí mismo, mientras que el mal requiere del bien del que es parásito para continuar su existencia». 

## La crítica como teoría del mal
Varios filósofos han propuesto que la teoría privativa del mal es inadecuada en algunos aspectos, de modo que los males no privativos deben admitirse al menos en algunos casos. Un ejemplo típico es Bertrand Russell, quien la criticó en su ensayo Los elementos de la ética :

[...] la creencia de que, en realidad, nada de lo que existe es malo, es algo que nadie defendería, excepto un metafísico que defendiera una teoría. El dolor, el odio, la envidia y la crueldad son, sin duda, cosas que existen, y no son meramente la ausencia de sus opuestos; pero la teoría debería sostener que son indistinguibles de la inconsciencia vacía de una ostra. De hecho, parecería que toda esta teoría ha sido propuesta únicamente debido a la inclinación inconsciente a favor del optimismo, y que su opuesto es lógicamente igualmente defendible. Podríamos sostener que el mal consiste en la existencia, y el bien en la no existencia; que, por lo tanto, la suma total de la existencia es lo peor que existe, y que sólo la no existencia es buena. De hecho, el budismo parece mantener una opinión similar. Es evidente que esta opinión es falsa, pero lógicamente no es más absurda que su opuesta.

### Dolor
El dolor y la tristeza, mencionados por Russell en la cita anterior, son contraejemplos populares. El artículo da la Stanford Encyclopedia of Philosophy sobre «El concepto del mal», escrito por el filósofo Todd Calder, también dice que «parece que no podemos equiparar al mal del dolor con la privación del placer o de algún otro sentimiento. El dolor es una experiencia fenomenológica distinta que es positivamente mala y no simplemente no buena». 
Tomás de Aquino, defensor de la teoría de la privación,  argumentó contra esta opinión en su Summa Theologiae:
[...] suponiendo la presencia de algo triste o doloroso, es un signo de bondad si un hombre está triste o dolorido a causa de este mal presente. Pues si no estuviera triste o dolorido, esto sólo podría ser porque no lo siente o porque no lo considera como algo impropio, lo cual son males manifiestos. Por consiguiente, es una condición del bien que, suponiendo que esté presente un mal, sobrevenga tristeza o dolor. 

### Crueldad
Peter M. S. Hacker, en su libro The Moral Powers, repitió el contraejemplo de la crueldad, también mencionado por Russell: «La idea de que el mal es privativo, es decir, consiste en la ausencia del bien, despojado de sus atavíos teológicos, no es convincente. No hay nada privativo en disfrutar de la agonía de los demás, o sentir alegría al ver su tormento».  En otro lugar, Hacker afirma que las atribuciones de maldad como privativas - «que las atribuciones de maldad a veces no significan más que falta de cualidades para hacer el bien» -no siempre es así, y proporciona estos ejemplos: «el dolor es malo si es severo, un examen es malo si está lleno de errores o si sus conclusiones están mal fundamentadas, una pintura es mala si está ejecutada de manera poco hábil, o si es sentimental, de mal gusto o kitsch». 

### Oposición entre apariencias
Immanuel Kant creía que, si bien la doctrina es verdadera respecto de los conceptos del entendimiento, es sin embargo falsa respecto del mundo tal como aparece a los sentidos. En un comentario a la sección de la Crítica de la razón pura titulada «Anfibolía de los conceptos de la reflexión», criticó a la escuela filosófica leibniziana por no reconocer esta posibilidad de oposición meramente fenomenal:
El principio: «Las realidades (como afirmaciones simples) nunca se contradicen lógicamente entre sí», es una proposición perfectamente verdadera respecto de la relación de concepciones, pero, ya sea en lo que respecta a la naturaleza o a las cosas en sí mismas (de las cuales no tenemos la más mínima concepción), no tiene el menor significado. En efecto, en todas partes existe una oposición real, en la que A − B es = 0, es decir, una oposición en la que una realidad unida a otra en el mismo sujeto aniquila los efectos de la otra, hecho que constantemente se nos presenta a través de las diferentes acciones y operaciones antagónicas en la naturaleza, las cuales, sin embargo, como dependen de fuerzas reales, deben llamarse fenómenos realitates. La mecánica general puede incluso presentarnos la condición empírica de esta oposición en una regla a priori, ya que dirige su atención a la oposición en la dirección de las fuerzas, condición de la cual la concepción trascendental de la realidad nada puede decirnos. Aunque M. Leibnitz no anunció esta proposición precisamente con la pompa de un nuevo principio, la empleó para el establecimiento de nuevas proposiciones, y sus seguidores la introdujeron en su sistema filosófico leibniziano-wolfiano. Según este principio, por ejemplo, todos los males no son más que consecuencias de la naturaleza limitada de los seres creados, es decir, negaciones, porque éstas son el único opuesto de la realidad. (En la mera concepción de una cosa en general esto es realmente así, pero no en las cosas como fenómenos.) De la misma manera, los defensores de este sistema consideran no sólo posible, sino también natural, conectar y unir toda la realidad en un solo ser, porque no reconocen otro tipo de oposición que la de la contradicción (por la cual se aniquila la concepción misma de una cosa), y se encuentran incapaces de concebir una oposición de destrucción recíproca, por así decirlo, en la que una causa real destruye el efecto de otra, y las condiciones de cuya representación las encontramos sólo en la sensibilidad. 

## La crítica como teodicea
Algunas críticas se centran en el mérito de la teoría de la privación del mal como respuesta al llamado problema del mal. Por ejemplo, P. M. S. Hacker afirma:
Incluso si el mal es privativo como la oscuridad, no está claro por qué eso libera a Dios de la responsabilidad de permitirlo; después de todo, presumiblemente podría haber creado un universo de luz o no haber creado el universo en absoluto. 
Todd Calder está de acuerdo:
Un problema con la solución que ofrece la teoría de la privación al problema del mal es que sólo ofrece una solución parcial al problema, ya que incluso si Dios no crea ningún mal, debemos explicar por qué Dios permite que existan males de privación (véase Calder 2007a; Kane 1980). 